# سم فریس

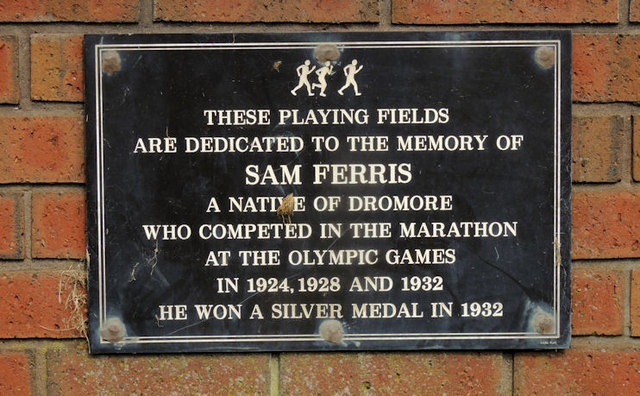
لوح‌یادبود سم فریس - ۲۰۱۰

سَم فِریس (به انگلیسی: Sam Ferris)‏ (۲۹ اوت ۱۹۰۰ – ۲۱ مارس ۱۹۸۰) دوندهٔ اهل بریتانیا در رشتهٔ ماراتن بود.
او در بازی‌های المپیک ۱۹۳۲ (لس آنجلس)، با به‌دست آوردن رکورد ۲ ساعت و ۳۱ دقیقه و ۵۵ ثانیه در ماراتن، موفق به کسب مقام دوم و نشان نقره شد.
فِریس همچنین، در ۳۰ مهٔ ۱۹۲۵ در وینزر، بارکشر، انگلستان، بهترین نتیجهٔ جهانی ماراتن سال را با زمان ۲ ساعت و ۳۵ دقیقه و ۵۹ ثانیه به‌دست آورد.